# Piazza Borghese

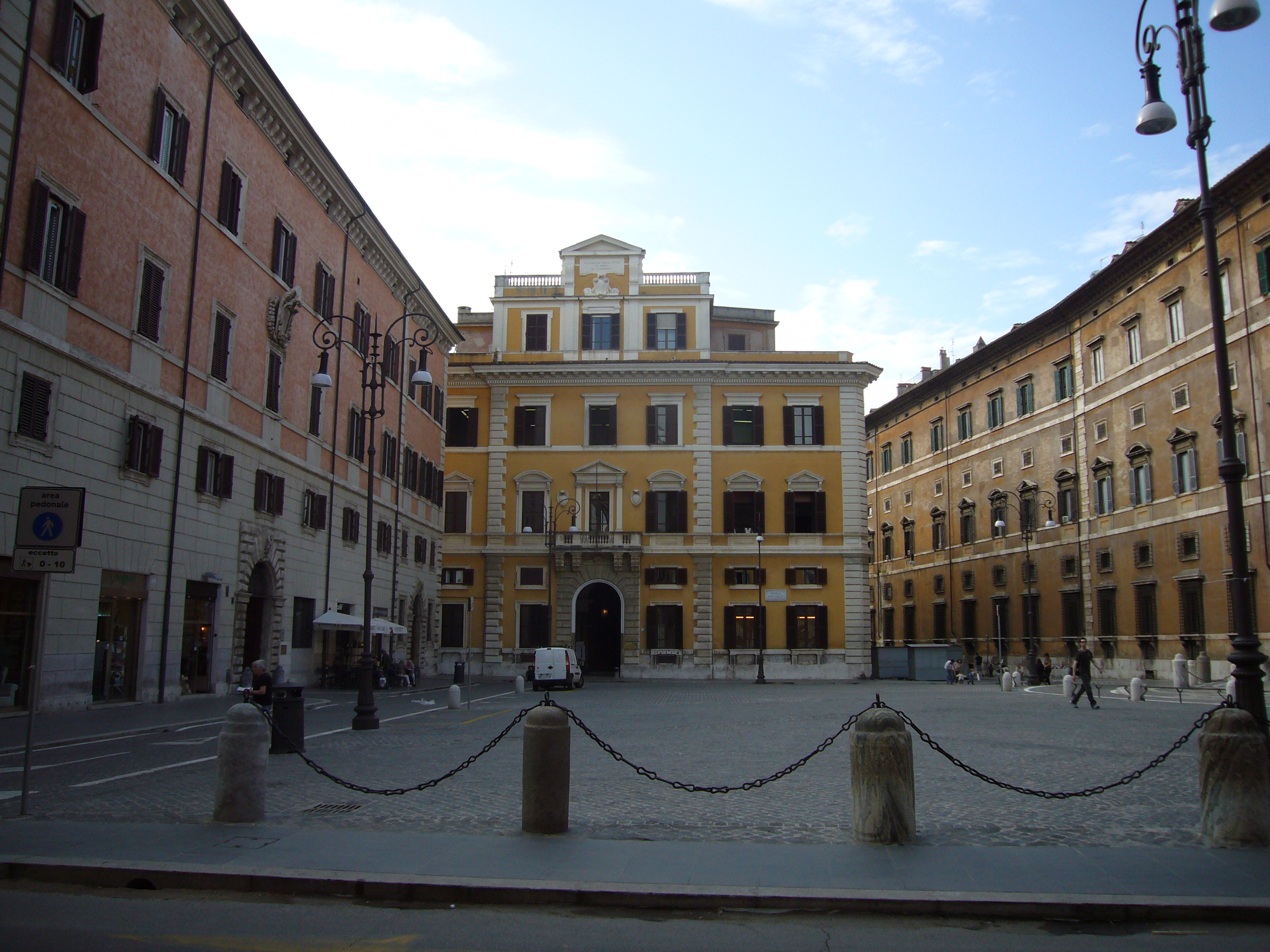
La Piazza Borghese desde la Via di Fontanella Borghese. A la izquierda, el palazzo della famiglia, de frente la sede de la Facultad de Arquitectura de la Universidad de Roma "La Sapienza", a la izquierda el Palazzo Borghese.

La Piazza Borghese es una plaza situada en el centro histórico de Roma, Italia, en el rione de Campo Marzio.

## La plaza

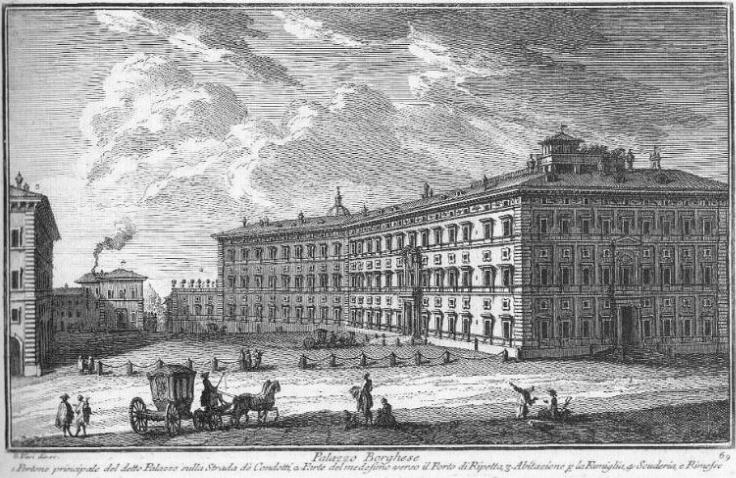
La plaza en un postal del

Situada entre la Via di Ripetta y la Via Fontanella Borghese, en una zona que ha pertenecido durante siglos a la familia Borghese, la plaza está limitada al noreste por el Palazzo Borghese, al noroeste por la Facultad de Arquitectura y al suroeste por el palacio llamado della famiglia.
El asentamiento de los Borghese en la zona se remonta al siglo XVI. A Paulo V (1605-1621) y al cardenal Scipione Borghese se deben la expansión en la zona entre la Via di Ripetta y la iglesia de San Gerolamo degli Schiavoni. La plaza fue hasta el siglo XIX un espacio privado que pertenecía al palazzo della famiglia.
Originalmente estaba conectada directamente con la Via di Ripetta, pero entre 1923 y 1928 se cerró por este lado con la construcción de un edificio que actualmente es una de las sedes de la Facultad de Arquitectura de la Universidad de Roma "La Sapienza".

## Monumentos y lugares de interés
- Palazzo Borghese
- Museo dell'Ara Pacis
- Chiesa di San Girolamo degli Schiavoni
- Sede de la Facultad de Arquitectura

Calles principales:
- Via Condotti
- Via di Ripetta
- Via del Corso

## Transporte
La plaza está cerca de la estación Spagna de la Línea A del Metro de Roma.

## Galería de imágenes

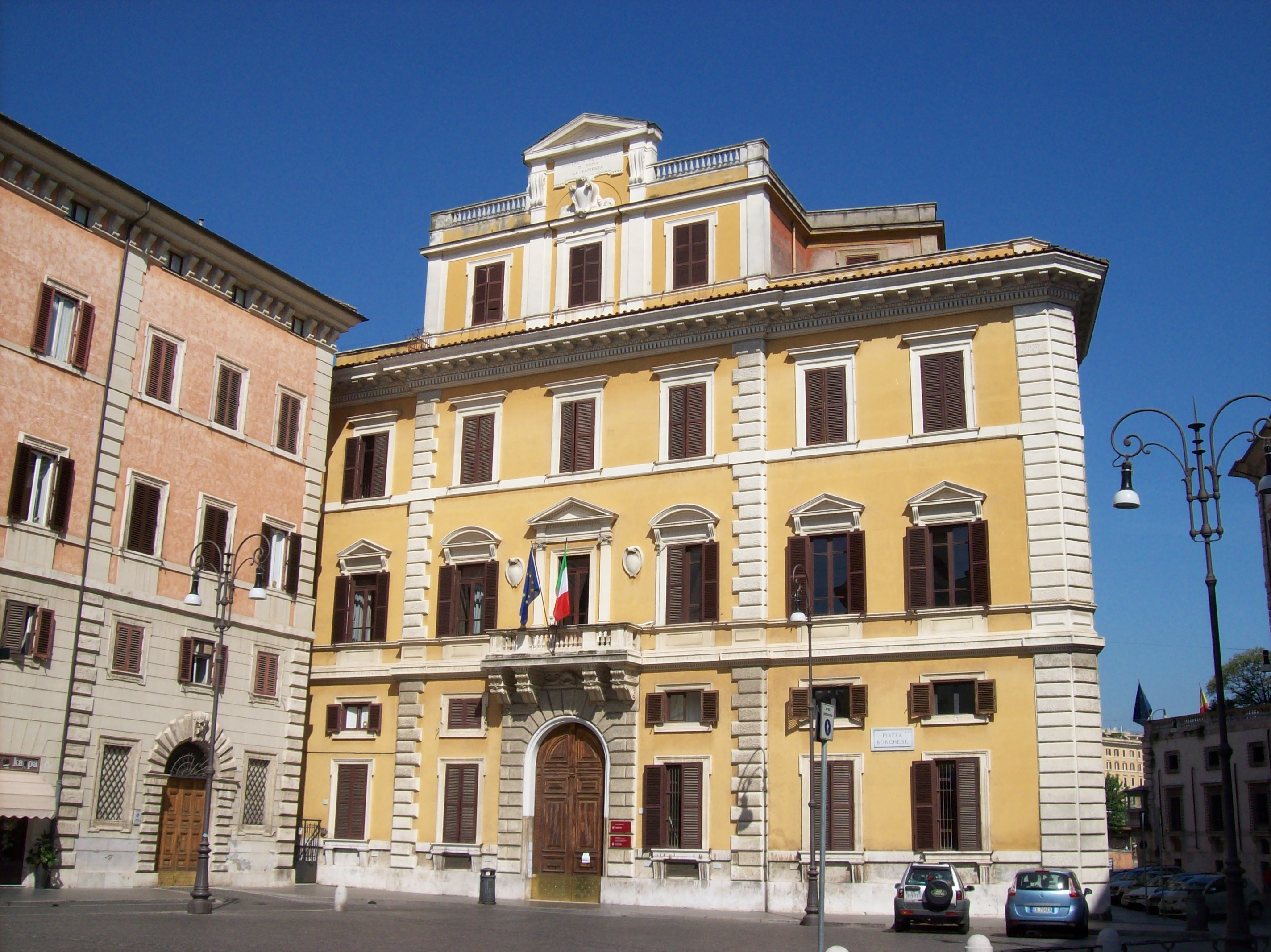
Sede de la Facultad de Arquitectura
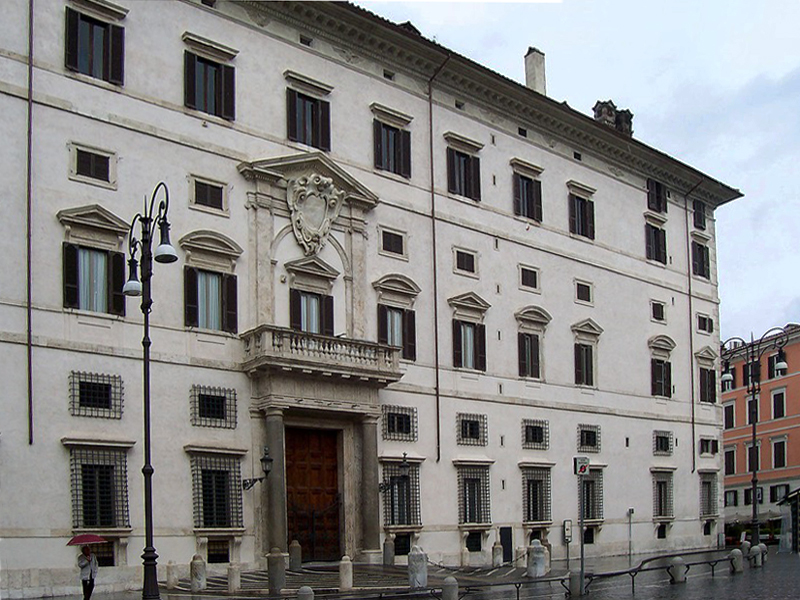
La fachada del Palazzo Borghese en la plaza